# Dálnice ve Slovinsku

Dopravní značka dálnice

Dálnice ve Slovinsku jsou označovány písmenem A, což souvisí se slovinským pojmenováním – avtoceste. Maximální povolená rychlost na dálnicích je 130 km/hod. V roce 1994 byla dálniční síť převedena na Společnost pro dálnice v Republice Slovinsko (Družba za avtoceste v Republiki Sloveniji, DARS), která dnes spravuje 592 kilometrů dálnic a 155 kilometrů rychlostních silnic.

## Historie dálnic

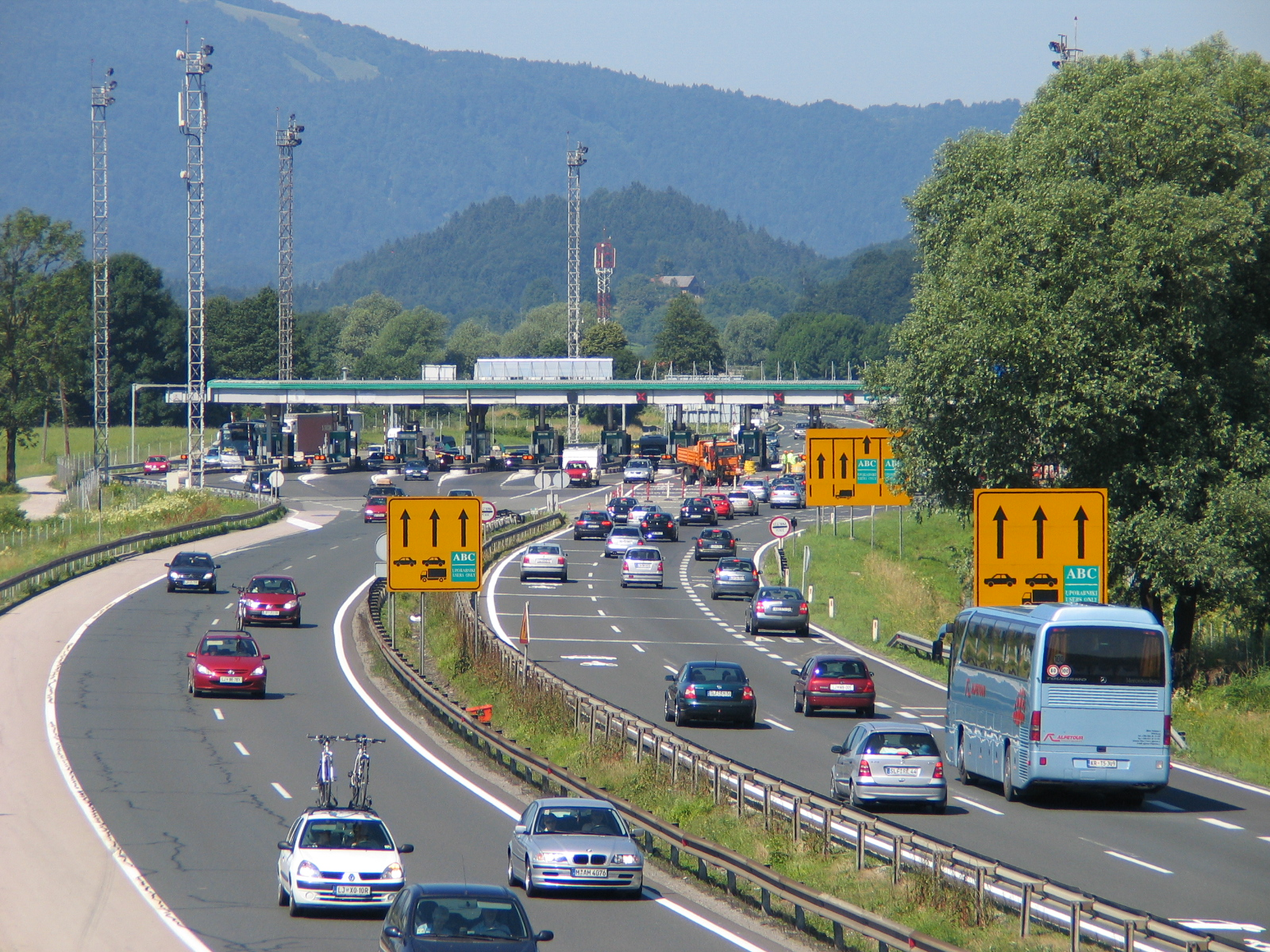
Slovinská dálnice A1

Výstavba prvního třicetikilometrového dálničního úseku ve Slovinsku i v Jugoslávii – Vrhnika – Postojna byla zahájena v květnu 1970. Úsek byl otevřen 29. prosince 1972. K profinancování výstavby byl posloužit i úvěr od Mezinárodní banky pro obnovu a rozvoj. Výstavbě dálnice předcházela tzv. silniční aféra. Do vyhlášení nezávislosti Slovinska bylo v republice v provozu 187 kilometrů dálnic a rychlostních silnic.
V roce 1995 byl přijat Národní program výstavby dálnic v Republice Slovinsko (Nacionalni program izgradnje avtocest v Republiki Sloveniji, NPIA), který počítá především s výstavbou komunikací v ose severovýchod–jihozápad a severozápad–jihovýchod.

## Dálniční síť

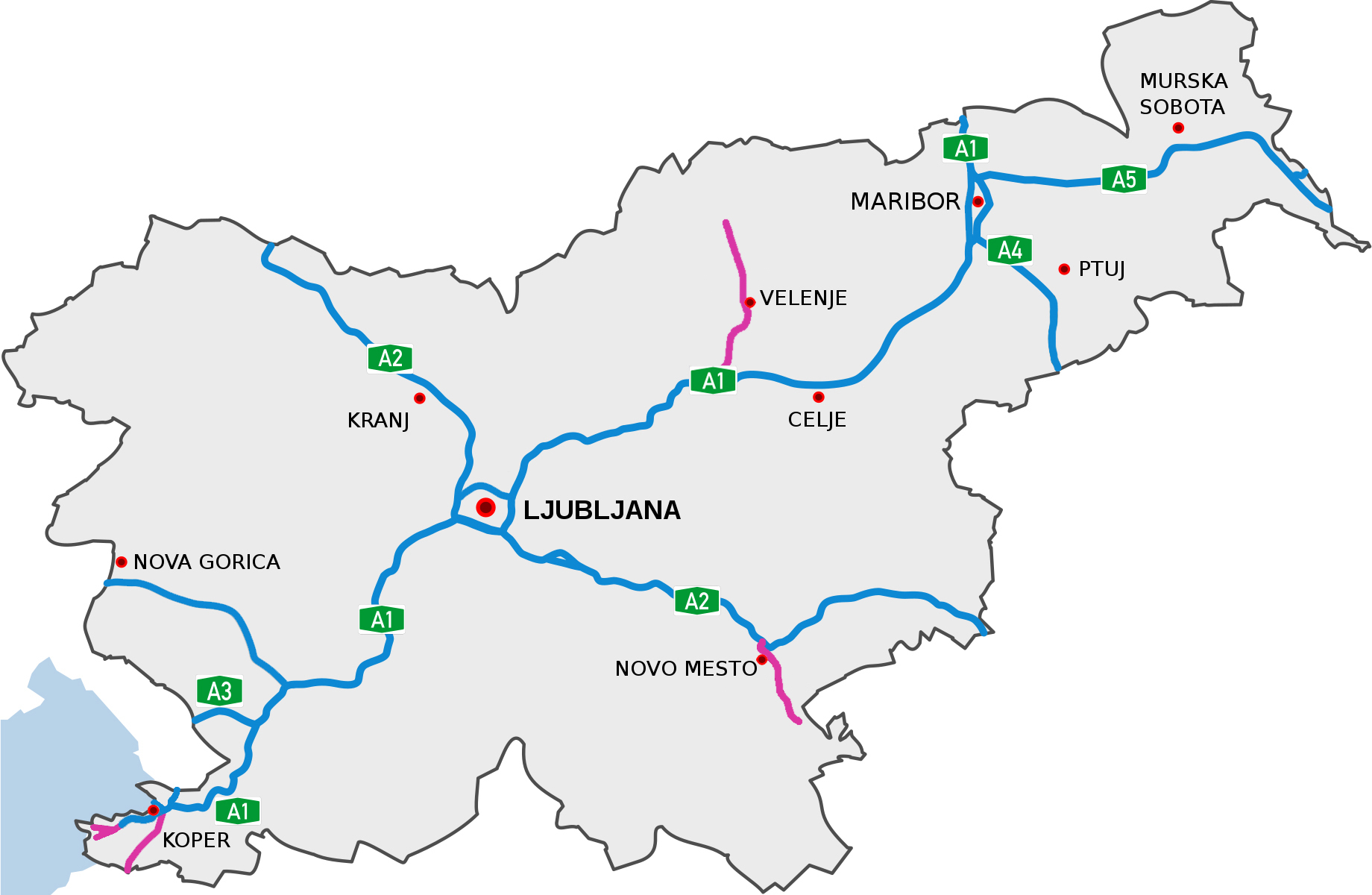
Mapa dálniční sítě (červeně připravované úseky nebo úseky ve výstavbě)

| Označení   | Dálnice | Trasa                                                                        | Délka      | Stav      | Geodata  |
| ---------- | ------- | ---------------------------------------------------------------------------- | ---------- | --------- | -------- |
| Dálnice A1 | A1      | Rakousko – Šentilj – Maribor – Celje – Lublaň – Postojna – Koper             | 245,266 km | dokončena | OSM, WMF |
| Dálnice A2 | A2      | Rakousko – Tunel Karavanky – Kranj – Lublaň – Novo Mesto – Brežice – Obrežje | 161,035 km | dokončena | OSM, WMF |
| Dálnice A3 | A3      | Divača (A1) – Fernetiči – Itálie                                             | 12,246 km  | dokončena | OSM, WMF |
| Dálnice A4 | A4      | Slivnica (A1) – Hajdina – Draženci – Gruškovje – Chorvatsko                  | 33,7 km    | dokončena | OSM, WMF |
| Dálnice A5 | A5      | Dragučova (A1) – Vučja vas – Beltinci – Murska Sobota – Maďarsko             | 79,574 km  | dokončena | OSM, WMF |

## Zpoplatnění
Od června 2008 musejí mít osobní vozidla ve Slovinsku dálniční známku. Tyto známky jsou sedmidenní (15 €), měsíční (30 €) a roční (110 €) (od 1. prosince 2016). Dálniční známky pro motocykly stojí polovinu a místo měsíční známky je k dispozici jen půlroční.
Nákladní automobily přestaly platit mýto na mýtných stanicích a od 1. dubna 2018 používají automatický výběr elektronického mýta průjezdnými mikrovlnnými bránami systému DarsGO umístěnými nad vozovkou. S odstraňováním starých mýtných brán bylo započato v roce 2018 a dokončení se očekává o rok později.
Zavedení dálničních známek vyvolalo konflikt, když původně byly k dispozici jen známky na půl roku nebo celý rok, situace se vyřešila v průběhu roku 2009, kdy byla zavedena i sedmidenní dálniční známka.
Zvláštní mýtné ve výši 7,20 € (2017, vozidla do 3,5 tuny) se platí za průjezd tunelu Karavanky. Dálniční známka není pro použití tunelu potřeba.
Pokuty za použití dálnic a rychlostních silnic bez zaplaceného mýtného jsou extrémně vysoké: 300-800 € (zhruba 7,5-20 tisíc Kč). Při zaplacení v hotovosti na místě může být pokuta snížena až o 50%. K pokutě je ještě potřeba připočítat cenu za povinné zakoupení příslušné chybějící dálniční známky.